# Wladimir Rodrigues dos Santos
Wladimir Rodrigues dos Santos (São Paulo, 29 augustus 1954), is een Braziliaans voormalig voetballer, beter bekend onder zijn spelersnaam Wladimir.

## Biografie
Wladimir begon zijn carrière bij Corinthians, waarvoor hij 803 wedstrijden speelde, een clubrecord. Vier keer won hij met de club het Campeonato Paulista. Van 28 maart 1981 tot 21 mei 1983 speelde hij 161 wedstrijden op rij voor de club zonder schorsing of blessure. Hij wordt gezien als de beste linksachter in de geschiedenis van de club. Na 1985 speelde hij nog voor verscheidene andere clubs.
Hij speelde ook enkele wedstrijden voor het nationale elftal. Hij debuteerde op 20 februari 1977 in een kwalificatiewedstrijd voor het WK tegen Colombia. In 1983 zat hij in de selectie voor de Copa América, waar Brazilië tweede werd, maar hij werd hier niet ingezet. In 1985 speelde hij een laatste keer in een vriendschappelijke wedstrijd tegen Chili.